# Bruch-Weide
Die Bruch-Weide (Salix fragilis), auch Knack-Weide genannt, ist eine Pflanzenart aus der Gattung der Weiden. Ihre deutschen und botanischen Namen verdankt diese Art ihren dünnen Zweigen, die mit einem glatten Bruch und vernehmlichem Knacken an der Basis leicht brechen. Durch Hochwasser werden diese häufig abgerissen und wurzeln dann wieder, wenn sie andernorts ans Ufer geschwemmt werden.

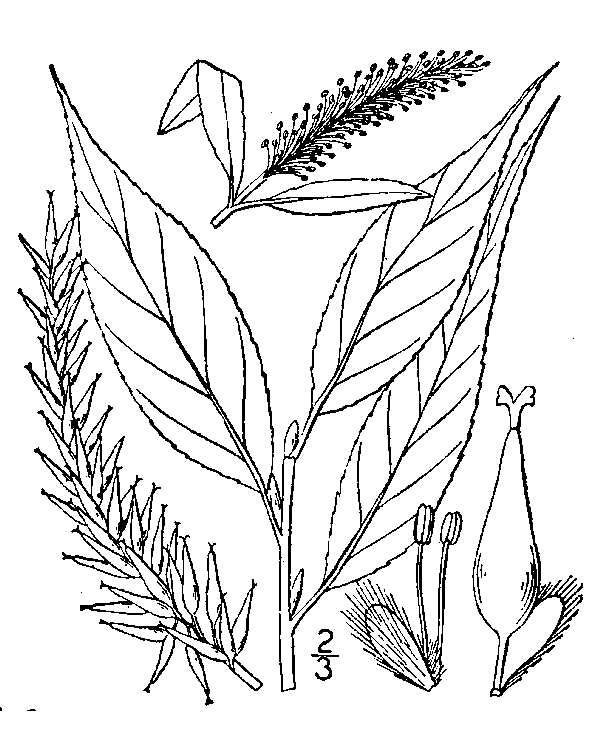
Bruch-Weide (Salix fragilis)

## Beschreibung
Die Bruch-Weide ist ein laubabwerfender Baum der Wuchshöhen von bis über 20 Metern, sehr selten bis über 30 Metern erreicht und schon in der Jugend eine breite, gewölbte Krone besitzt. Der Stammdurchmesser erreicht über 100 Zentimeter, sehr selten bis über 2 Meter. Die dunkelgraue Rinde ist anfangs schuppig, später tief gefurcht. Bis zum Erscheinen der Blätter und Blütenstände färben sich die Zweige im Frühjahr mehr und mehr rostbraun. Die länglich-zugespitzten Blätter erreichen eine Länge von 12 Zentimetern. Ihr Rand ist fein gesägt, die Oberseite glänzend hellgrün, die Unterseite blassgrau und bläulich bereift. Der Blattstiel ist 1–2 Zentimeter lang, am Übergang zum Blattgrund befinden sich zwei kleine Drüsenhöcker. Die Blüten der Bruch-Weide bilden sich von März bis April als Kätzchen aus; die männlichen werden 2–5 Zentimeter lang und sind von gelber Farbe, die grünlichen weiblichen erreichen eine Länge von 10 Zentimetern. Die Früchte des Baumes sind samenhaltige Kapseln mit wolliger Behaarung, die von Mai bis Juni ausreifen.
Die Chromosomenzahl beträgt 2n = 76 oder 114.

## Standort

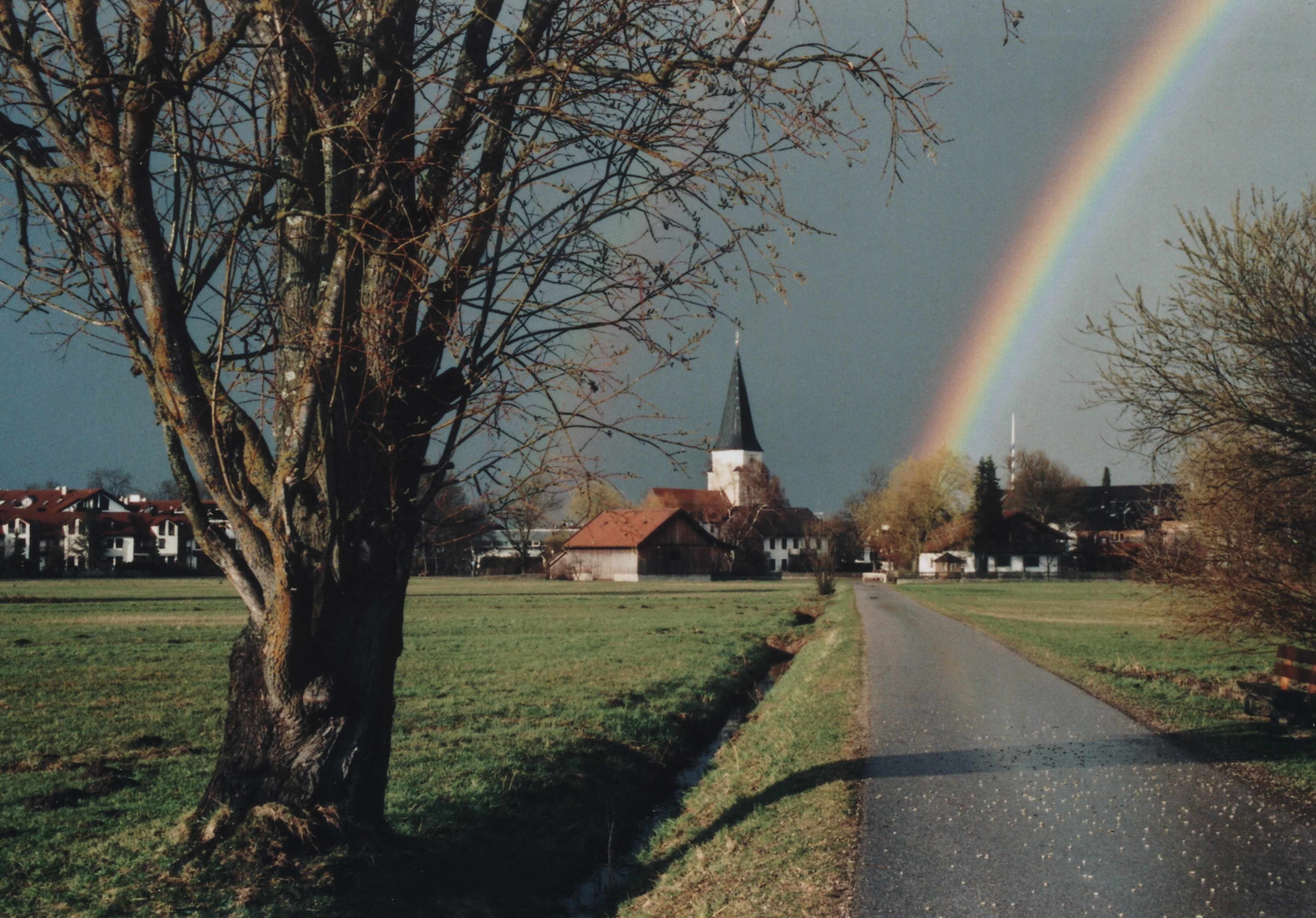
Bruchweide auf Feuchtwiese mit Entwässerungskanal

Ursprünglich stammt die Bruchweide aus Osteuropa und Russland; mittlerweile hat sie sich jedoch auch auf dem Rest des Kontinents ausgebreitet. In den Alpen steigt sie nur selten über 1000 m Höhe, in Südeuropa teilweise bis 1900 m. Die Bruch-Weide wächst vornehmlich an Bachläufen. Hier stehen oft Ansammlungen von Knack-Weiden des gleichen Geschlechts, entstanden nach Bewurzelung der abgebrochenen Zweige eines umgestürzten Baumes oder von abgebrochenen Zweigen. Gerne wird sie auch als Parkbaum in Gewässernähe oder als Uferbefestiger gepflanzt. Die Bruchweide bevorzugt sickernasse, zeitweise überschwemmte, nährstoffreiche, basenreiche, aber meist kalkarme Kies-, Sand- oder Lehmböden. Sie ist eine Charakterart des Salicetum fragilis aus dem Verband Salicion albae, kommt aber auch im Stellario-Alnetum des Verbands Alno-Ulmion vor.

## Systematik
Zwischen Salix fragilis und der Silber-Weide (Salix alba) kommt es leicht zu Bastard-Bildungen, woraus dann die Fahl-Weide (Salix × rubens Schrank) resultiert. Alle drei Arten können leicht miteinander verwechselt werden.
Folgende Hybriden sind bekannt:
- Fuchsschwanz-Weide (Salix ×alopecuroides Tausch): Salix triandra (Mandel-Weide) × Salix fragilis
- Salix × margaretea O. V. Seeman: Salix purpurea (Purpur-Weide) × Salix fragilis
- Zerbrechliche Lorbeer-Weide (Salix × meyeriana Rostkov ex Willd.): Salix pentandra (Lorbeer-Weide) × Salix fragilis
- Salix × pendulina Wenderoth: Salix babylonica (Echte Trauerweide) × Salix fragilis
- Fahl-Weide (Salix × rubens Schrank): Salix alba (Silber-Weide) × Salix fragilis

## Ökologie
Die Bruch-Weide ist ein Bodenfestiger mit intensivem Wurzelwerk.

## Verwendung
Das weiche, leichte Holz der Bruch-Weide wird u. a. zur Herstellung von Prothesen und Holzschuhen verwendet.